# Банффский международный конкурс струнных квартетов
Банффский международный конкурс струнных квартетов (англ. Banff International String Quartet Competition, BISQC) — международный музыкальный конкурс, проводимый раз в 3 года в Банффе (Альберта, Канада) среди струнных квартетов. Проходит с 1983 года, до 2007 года награждались 4, начиная с 2010 года — 3 первых места, среди наград победителям — турне по Европе и Северной Америке и концерт во дворце Эстерхази в Вене.

## Конкурс
Конкурс впервые проведён по инициативе Кеннета Мерфи в апреле 1983 года в ознаменование 50-летия Банффского центра искусств. Успех мероприятия привёл к тому, что оно стало постоянным и с тех пор проводится каждые 3 года. BISQC входит в число членов Всемирной федерации международных музыкальных конкурсов. В первых конкурсах почти не участвовали канадские коллективы — из 40 квартетов, боровшихся за награды в первых 4 конкурсах, было только два канадских: квартет «Дебют» в 1986 году и квартет Святого Лаврентия в 1992 году (во втором случае канадцы стали победителями конкурса). Прочие коллективы, участвовавшие в конкурсах, примерно поровну представляли США и Европу. С 1995 по 2010 год в число финалистов вошли 3 канадских квартета — «Сесилия», «Афиара» и «Токай». Большинство коллективов-участников представляли США, выступали также квартеты из Германии, Франции, Великобритании, Польши, России, Израиля, Чехии и Австралии.
Участие в конкурсе ограничено рядом условий. Все члены квартетов-участников должны быть не старше 35 лет, победители и вторые призеры предшествующих конкурсов к соревнованию не допускаются. Если число коллективов-кандидатов превышает 10, жюри конкурса проводит отбор, на который кандидаты присылают видеозаписи исполнений произведений из классического репертуара, романтического периода и академической музыки XX века. Сам конкурс состоит из 5 раундов с выбыванием:
- рецитал
- произведения Гайдна
- произведения по заказу канадской комиссии (каждый год заказывается новое произведение)
- произведения романтического репертуара
- произведения Бетховена.

Судейство финальных раундов осуществляется жюри из 7 человек, состоящим из участников наиболее именитых струнных квартетов. По итогам конкурса определяются 3 (до 2007 года — 4) призёра. Между ними распределяется денежный приз. Дополнительные награды квартету-победителю включают турне по Северной Америке и Европе, комплект смычков работы канадского мастера (Майкла Ванна, а позже Франсуа Мало) и выпуск грамзаписи, спонсируемый Банффским центром искусств. Победитель также получает возможность выступить во дворце Эстерхази в Вене — организатором концертов выступает Фонд Эстерхази. Отдельные призы получают лучшие исполнения произведений Гайдна, Шуберта и Бетховена.

## Авторы произведений, заказанных канадской комиссией конкурса
- 1983 — Гарри Сомерс (Movement for String Quartet)
- 1986 — Джон Хокинс (Three Archetypes: Dance, Invocation, Hymn)
- 1989 — Аллан Белл (Arche II (Fire and Ice))
- 1992 — Марьян Мозетич (Lament in the Trampled Garden)
- 1995 — Хизер Энн Шмидт (Phantoms)
- 1998 — Чан Канинь (Струнный квартет № 3)
- 2001 — Джон Эстасио (Test Run)
- 2004 — Стюарт Грант (Струнный концерт № 2 — Банффские вариации)
- 2007 — Келли-Мэри Мерфи (Dark Energy)
- 2010 — Ана Соколович (Commedia dell' arte)
- 2013 — Вивиан Фанг (Струнный квартет № 3)
- 2016 — Зоша ди Кастри (Струнный квартет № 1)[1]
- 2019 — Мэтью Уиттолл (Струнный квартет № 2 Bright Ferment)[2]
- 2022 — Динук Виджератне[3]

## Лауреаты
| Год  | 1 место                         | 2 место                   | 3 место              | 4 место             |
| ---- | ------------------------------- | ------------------------- | -------------------- | ------------------- |
| 1983 | Квартет Колорадо                | Квартет Хаген             | Лидиан-квартет       | Мендельсон-квартет  |
| 1986 | Франсискан-квартет              | Квартет Кармина           | Ларк-квартет         | Квартет Кавани      |
| 1989 | Квартет Манфред                 | Кассатт-квартет           | Квартет Келлера      | Бриндизи-квартет    |
| 1992 | Квартет Святого Лаврентия       | Квартет Инов              | Квартет Амати        | Мандельринг-квартет |
| 1995 | Амернет-квартет                 | Эверест-квартет           | Квартет Хеншелей     | Монклер-квартет     |
| 1998 | Миро-квартет                    | Квартет Кастанери         | Квартет Белчи        | Авалон-квартет      |
| 2001 | Деделус-квартет                 | Квартет Кусс              | Квартет Деланси      | Квартет имени Сати  |
| 2004 | Юпитер-квартет                  | Энсо-квартет              | Royal String Quartet | Фрай-стрит-квартет  |
| 2007 | Тин-Элли-квартет                | Квартет имени Цемлинского | / Ариэль             | Токай-квартет       |
| 2010 | Сесилия-квартет                 | Афиара-квартет            | Квартет Заид         |                     |
| 2013 | Довер-квартет                   | Каватин                   | / Наварра-квартет    |                     |
| 2016 | Струнный квартет имени Ролстона | Тесла-квартет             | Касталиан-квартет    |                     |
| 2019 | Квартет Мармена Виано           | Каллисто-квартет          |                      |                     |
| 2022 | Айсидор                         | / Opus14                  | Балурде-квартет      |                     |